# Dr. A.F. Philips Observatorium
Het Dr. A.F. Philips Observatorium is een publiekssterrenwacht in het centrum van Eindhoven aan de rand van het Stadswandelpark. De sterrenwacht is ontstaan uit een initiatief van de Eindhovense Weer- en Sterrenkundige Kring (EWSK) en is mogelijk gemaakt door een schenking van Anton Philips (Bestuursvoorzitter van Philips), naar wie het observatorium is vernoemd.
De sterrenwacht wordt beheerd door de Stichting Dr. A.F. Philips Observatorium. Het bestuur van de stichting is geformeerd uit bestuursleden van de EWSK. Het gebouw is eigendom van de gemeente Eindhoven.

## Gebouw
Het gebouw is voltooid in 1937 en is sinds 2001 een rijksmonument. De architect was Louis Kalff. Het gebouw is in opdracht van Philips gerealiseerd. De toren is voorzien van een draaibare koepel, die gebouwd is door de firma De Vries Robbé. Oorspronkelijk was de koepel afgedekt met in aluminiumkleur geschilderde kleine in leivorm gesneden stukken Icopal. Tegenwoordig is de koepel met inmiddels groen uitgeslagen koper bedekt. De vorm en constructie van de Sterrenwacht zijn dusdanig gekozen dat wind, zonnewarmte en trillingen minimale invloed hebben op de prestaties van de telescoop. In de begintijd was de toren lichtblauw geverfd, later werd hij wit geschilderd. Vanaf het groot onderhoud in 1980 was de uit klinkers opgetrokken toren ongeverfd, in 2001 werd hij weer wit geschilderd.
Het hoge raam aan de straatzijde is vervaardigd uit massief glazen bouwstenen die op slechts enkele plaatsen in Nederland toegepast zijn. De omlijsting is van Oberkirchener zandsteen.
De sterrenwacht heeft twee ingangen: een eenvoudige op de begane grond, die leidt naar de presentatieruimte, en een meer officiële ingang op de eerste verdieping, die leidt naar de ontvangstruimte.
Het cilindervormige gebouw bestaat uit vier boven elkaar gelegen ronde ruimten. De ruimten zijn met elkaar verbonden door een om de centrale cilinder heen liggend trappenhuis.

### Presentatieruimte
Op de begane grond bevindt zich de presentatieruimte. Deze raamloze ruimte was oorspronkelijk in gebruik als optische werkplaats. In het plafond zit een gat dat in de ruimte erboven afgedekt is met een loszittende tegel. Dit gat was bedoeld om optiek met een lange brandpuntafstand te kunnen testen. Later is het een opslagruimte geweest en sinds 1976 is hij ingericht als presentatieruimte. Aan het plafond bevindt zich sinds 1984 een planetarium bestaande uit modellen van de planeten die aan rails kunnen worden verplaatst. In 2012 is de presentatieruimte opgeknapt.

### Ontvangstruimte
De hoofdingang biedt toegang tot de ontvangstruimte. Aan de wanden hangen sterrenkundige afbeeldingen, een model van de Zon en modellen van de planeten. De smeedijzeren lamp aan het plafond was bij de opening het geschenk van de leden van de Eindhovense Weer- en Sterrenkundige Kring (EWSK). De lamp bevat de symbolen van de sterrenbeelden van de dierenriem. Er staat een optisch bankje opgesteld dat laat zien is hoe een spectrum ontstaat (2018). Tevens een spectroscoop waarmee met behulp van een camera en beeldscherm (2019) te zien is dat door licht te ontrafelen hierin lijnen zichtbaar zijn. Met behulp van een dergelijk spectrum kunnen samenstelling, snelheid, temperatuur en afstanden en rotatiesnelheid van objecten bepaald worden. Spectroscopie is essentieel in de sterrenkunde. 
Op de vide naar de werkkamer hangt een houten plaquette en begeleidende tekst en foto ter ere van ir. Johan Heyboer, die op 14 april 1945 als verzetsstrijder in Amsterdam door de Duitse bezetter werd vermoord.

### Werkkamer
Een verdieping hoger is de werkkamer. De ronde tafel en enkele stoelen zijn oorspronkelijk. In de begintijd van de Sterrenwacht was hier ook een slaapgelegenheid voor de waarnemer. Er is een bescheiden bibliotheek. 
Aan het plafond bevindt in een kastje de huidige aandrijving van de telescoop. De aandrijfas loopt door het plafond via de voet van de montering naar de telescoop. De oorspronkelijke aandrijving, bestaande uit een slinger, motoren en regelkast, staat aan de wand opgesteld en kan nog in beweging gezet worden. Hij was tot 1998 in gebruik. In dat jaar is een aandrijving met stappenmotor geplaatst. Alle assen en tandwielen van de telescoopaandrijving die volgen na de motor zijn oorspronkelijk en tot op de dag van vandaag in bedrijf.
De betonnen balken aan het plafond dragen de telescoop.

### Koepelruimte

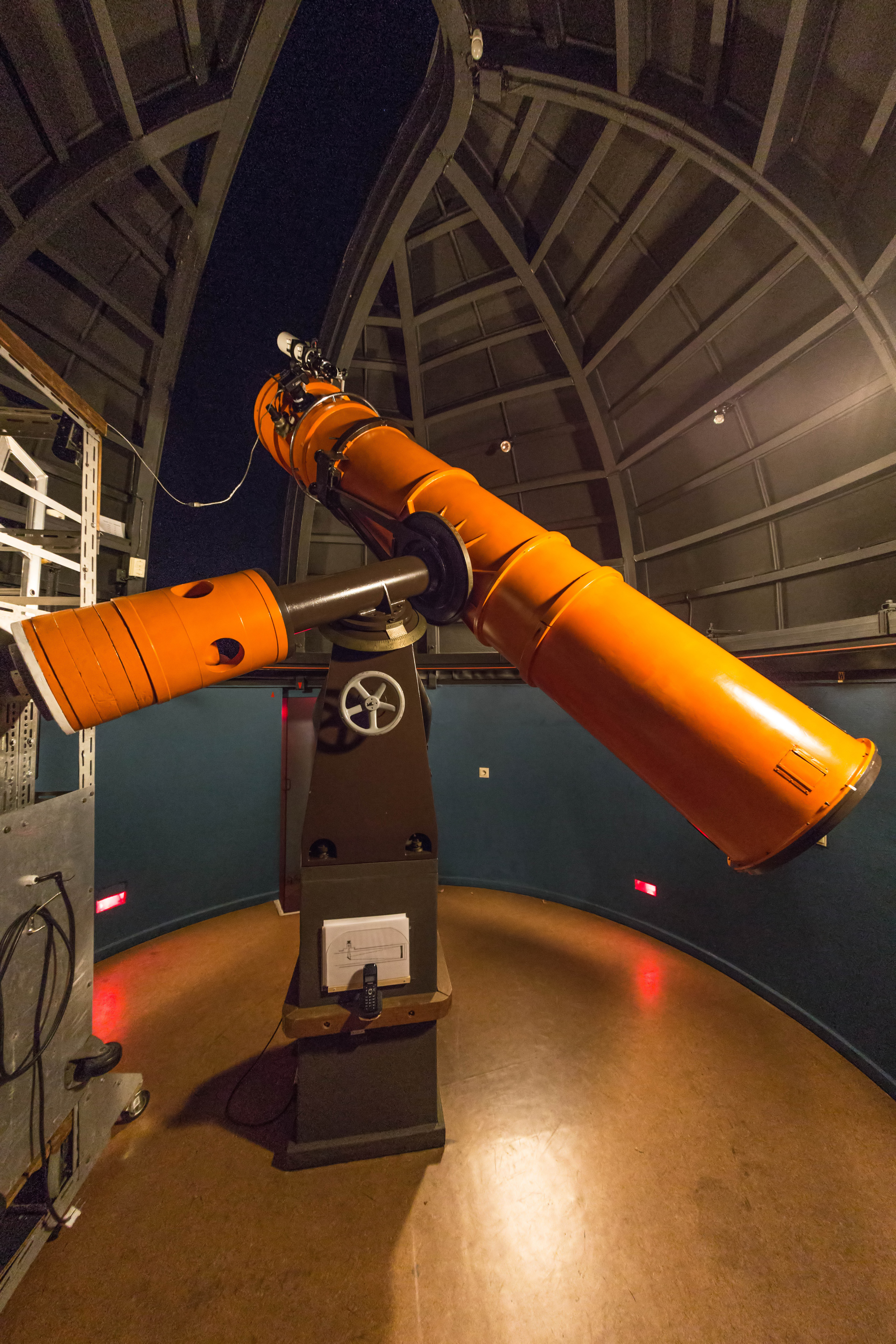
Koepelruimte met telescoop

Boven in de toren bevindt zich de ruimte waar de telescoop is opgesteld onder een draaibare koepel. Om het overbrengen van trillingen op de kijker te vermijden, loopt men op een verhoogde, zwevende houten vloer die nergens de muur en de kolom van de telescoop raakt. De houten draagbalken liggen op uitgemetselde stenen in de muur en op dik vilt. Naast de witte verlichting is er rode verlichting beschikbaar, om de aan het donker gewende ogen van de waarnemer niet te verblinden.
Bij helder weer tijdens publieksopenstellingen overdag kan de telescoopzoeker voorzien worden van een zonnefilter om eventueel aanwezige zonnevlekken waar te nemen en een Hα-telescoop kan geplaatst worden om via een monitor protuberansen en de complexe structuur van het zonsoppervlak te zien. Bij helder weer tijdens publieksopenstellingen 'avonds kan gekeken worden naar de dan beschikbare objecten, die via een kleine kijker en camera ook op een monitor te zien zijn. Deze objecten variëren van neveltjes en sterrenhopen tot maan en planeten.
De koepelruimte biedt ook toegang tot een kleine ruimte die oorspronkelijk in gebruik was als donkere kamer, maar die nu dienstdoet als opbergruimte voor hulpstukken en randapparatuur van de telescoop.

## Geschiedenis
De eerste steen van de sterrenwacht is op 28 november 1936 gelegd door Prins Bernhard, in het bijzijn van Prinses Juliana. Deze steenlegging was een onderdeel van een intocht in Eindhoven, waarbij ook het Radiomonument door Prinses Juliana werd onthuld. De Sterrenwacht is officieel geopend op 8 januari 1938 door de toenmalige Minister van onderwijs, kunsten en wetenschappen prof. dr. J.R. Slotemaker de Bruïne. Voorafgaande aan deze plechtige opening vond een bijeenkomst plaats in het Sint Joris College in Eindhoven. Hierbij werd achtereenvolgens het woord gevoerd door onder andere , prof. dr. J.H. Oort, prof. dr. G. Holst (directeur van het Laboratorium der Philips Fabrieken), dr. J. van der Bilt (voorzitter van de Nederlandse Vereniging voor Weer- en Sterrenkunde), de heer A. van Sluiters, voorzitter van de Eindhovense Weer- en Sterrenkundige Kring en dr. J.C.A.M. Bongenaar (leraar van het St Joris College).
In 1980 is groot onderhoud gepleegd aan gebouw en telescoop. Hierbij is de telescoop gedemonteerd en de koepel van het gebouw verwijderd. In 1981 is de telescoop voorzien van een nieuwe hoofdspiegel en vangspiegel. In 1983 is de zoeker voorzien van een nieuw 10 cm f10 objectief. In 1987 is een nieuwe focusseerinrichting geplaatst. In 2014 is de koepel van nieuw koperbeslag voorzien.
In 1989 is Frits Philips, zoon van Anton Philips, te gast geweest.

## Instrumentarium
De Sterrenwacht beschikt over een Newton spiegeltelescoop en een 60mm SolarMax Hα zonnetelescoop.
De Newtontelescoop heeft een hoofdspiegel met een diameter van 40 cm en een brandpuntsafstand van omstreeks 3200mm. Hij heeft dus een openingsverhouding van F/8, hetgeen voor een telescoop van dit type en omvang zeer groot is. De kijker staat op een Duitse equatoriale montering. De kijkerbuis heeft een diameter van 55 cm en een lengte van 350 cm.
De telescoop werd door EWSK-lid ir. Herre Rinia ontworpen en onder leiding van ir. M. Wildeboer en ir. De Vries gebouwd in de Philipsfabrieken en is sinds de opening van de Sterrenwacht in gebruik. Bij het toetsen van het ontwerp waren prof. E. Hertzsprung en prof. A. Pannekoek betrokken.
Ook de eerste hoofdspiegel, met een diameter van 30 cm, is door de leden zelf geslepen en gepolijst. Deze eerste 30 cm spiegel was slechts tijdelijk en is later vervangen door een 40 cm spiegel. In 1981 is de optiek nogmaals vervangen. Om zo weinig mogelijk last te hebben van doorbuiging en trillingen is de constructie van de kijker en de montering zeer zwaar uitgevoerd.
Het bovenste deel van de kijkerbuis, met daarin vangspiegel en oculairhouder, is draaibaar om het oculair in alle standen van de kijker bereikbaar te maken. Dit is noodzakelijk bij parallactisch opgestelde Newtontelescopen.

## Openstellingen
Elke eerste en derde dinsdag van de maand (m.u.v. de zomermaanden) is de sterrenwacht geopend voor publiek van 20:00 tot omstreeks 22:00. Op verzoek worden rondleidingen voor groepen georganiseerd. Op zondagmiddag is de sterrenwacht soms open en wordt de Zon waargenomen.